# Zoltán Téglás
Zoltán «Zoli» Téglás (Los Ángeles, 10 de noviembre de 1969) es un cantante, compositor y productor estadounidense con raíces húngaras. Fue el cantante de la banda Ignite durante muchos años, y de Pennywise entre 2010 y finales de 2012, hasta la vuelta de Jim Lindberg a la agrupación. Ha colaborado con otras bandas como The Misfits, Motörhead y Blind Myself. Téglás también tiene un proyecto paralelo llamado Zoli Band, en el que interpreta música acústica.

## Carrera musical
Desde 1993, es el vocalista y líder de la banda californiana Ignite. 
Zoltán Téglás estuvo de gira con The Misfits en octubre y noviembre del año 2000, rellenando en las voces de The Misfits durante un número de conciertos en Norteamérica, después de que  el cantante Michale Graves dejara la banda grabando varios bootlegs en vivo. En la canción de Motörhead "God Was Never on Your Side" (del álbum "Kiss of Death"), colaboró añadiendo coros. 
Zoli sustituyó al vocalista Jim Lindberg en Pennywise desde agosto de 2009 hasta su vuelta a la banda en 2012. El 16 de febrero de 2010, Pennywise anunció oficialmente a Téglás como el reemplazo de Lindberg. La banda Pennywise publicó su décimo álbum de estudio, titulado "All or Nothing", el día 1 de mayo de 2012 con Zoli como vocalista. 
Tras recuperarse de problemas de espalda y la vuelta a la actividad de Ignite, ocupa de nuevo su puesto como vocalista. También toca en otra banda, llamada "Zoli Band", en la cual compone música acústica.
El 25 de noviembre de 2019 Téglás anunció que dejaba Ignite después de 25 años.